# Gigolo FRH
Der Hannoveranerwallach Gigolo FRH, meist kurz Gigolo, (* 1983; † 22. September 2009) war ein erfolgreiches Pferd der modernen Turniergeschichte. Unter Isabell Werth gewann er in der Dressur Einzelwertung einmal olympisches Gold und zweimal olympisches Silber, wurde zweimal Weltmeister und je viermal Europa- und Deutscher Meister. Wie alle Hannoveraner Spitzenpferde von Isabell Werth wurde er vom Hannoveraner Förderverein (FRH) unterstützt.
Der von Horst Klussmann 1983 gezüchtete Hannoveraner Fuchs wurde 1989 von Uwe Schulten-Baumer sen. gekauft, der ihn seiner Schülerin Isabell Werth zur Verfügung stellte. Bereits 1991 konnten die beiden eine beispiellose Siegesserie starten. Der erste internationale Sieg war der Gewinn der Europameisterschaft in Donaueschingen sowohl im Einzel als auch mit der Mannschaft, ein Erfolg der auf den folgenden drei Europameisterschaften 1993, 1995 und 1997 wiederholt werden konnte. Daneben konnten die beiden 1991 auch die Deutsche Meisterschaft gewinnen. Im folgenden Jahr konnte die Deutsche Meisterschaft erfolgreich verteidigt werden und nach der ersten Olympiateilnahme standen die Silbermedaille im Einzel und die Goldmedaille mit der Mannschaft zu Buche. Auch auf den Weltreiterspielen 1994 und 1998 konnte der Doppelerfolg – Gewinn von Einzel- und Mannschaftsgold – wiederholt werden. Die 1996 in Atlanta abgehaltenen Olympischen Spiele sahen die beiden ebenfalls als Sieger im Einzel- und Mannschaftswettbewerb. Nach den Olympischen Spielen 2000 in Sydney, auf denen die beiden mit der Silbermedaille im Einzel und Gold mit der Mannschaft den Erfolg von 1992 wiederholen konnten, wurde Gigolo am 24. Oktober mit siebzehn Jahren auf den Stuttgart German Masters aus dem Sport verabschiedet. Seine „Rente“ verlebte Gigolo ab 2002 bei Isabell Werth, nachdem er zwischenzeitlich bei Uwe Schulten-Baumer sen. eingestellt gewesen war. Am 22. September 2009 musste er, nachdem sich sein Gesundheitszustand nach einer Verletzung rapide verschlechtert hatte, im Alter von 26 Jahren eingeschläfert werden.
Mit vier olympischen Gold- und zwei Silbermedaillen, vier Weltmeistertiteln, acht Europameisterschaften und vier Deutschen Meisterschaften ist Gigolo nicht nur im Dressursport, sondern im gesamten Reitsport das erfolgreichste Pferd der modernen Turniergeschichte.